# Tétrahémihexaèdre

Modèle en rotation

Patron du tétrahémihexaèdre

En géométrie, le tétrahémihexaèdre, appelé aussi heptaèdre de Reinhardt (du nom de Curt Reinhardt, qui l'a inventé en 1885)  est un polyèdre uniforme non convexe, indexé sous le nom U4.

## Description
Il a 6 sommets, 12 arêtes, et 7 faces : 4 triangulaires (qui font partie de celles de l'octaèdre régulier) et 3 carrées.
C'est le seul polyèdre uniforme non prismatique avec un nombre impair de faces.
Il est le seul polyèdre uniforme avec une caractéristique d'Euler égale à  1 et est par conséquent une représentation du plan projectif réel très similaire à la surface romaine.
La partie « hémi » du nom vient du fait que certaines faces (ici : les faces carrées) sont en nombre moitié (ici : trois) du polyèdre régulier associé (ici : l'hexaèdre, c'est-à-dire le cube). Elles passent par le centre, et sont (comme dans le cube) perpendiculaires.